# カプサ文化
カプサ文化は北アフリカ、チュニジア、アルジェリアに分布する旧石器時代後期から中石器時代にかけての文化。

## 概要
北アフリカに広く分布していたIberomaurusianやムスティエ文化（アテール人）に続いて発生した文化で、遺跡の多くは露天住居跡であり、そこからは炭やカタツムリの殻、いぶされた小石などと共にフリント製の石器などが発見されている。代表的な遺跡としてチュニジア南部の町であるガフサ近郊のエルメクタ遺跡があり、カプサ文化の名称もガフサにちなみ、1909年、フランスの考古学者モルガンによって名づけられた。

## 文化の特徴
出土品によって前期と後期にわけられ、両期を通じて出土される細石器、大型石器の他、後期では骨器やダチョウの卵殻を利用した調度品なども発掘されている。また、ひし形や十字などの単純な図形や動物を描いた絵画作品も見られる。
その他リビアではカプサ文化に類似するリビコ・カプサ文化が、東アフリカではナイフ形石器などを特徴とするケニア・カプサ文化が存在するが石器の形態的な類似以外のカプサ文化との関係性は現在のところ明らかになっていない。
担い手はベルベル人と考えられる。